# Mario Casotti
Mario Casotti (Roma, 10 giugno 1896 – Marina di Pietrasanta, 12 luglio 1975) è stato un filosofo e pedagogista italiano.

## Biografia
Nacque a Roma da Enrico Casotti e Virginia Sciello. A Pisa fu allievo dei filosofi Giovanni Amendola e Giovanni Gentile. Con quest'ultimo si laureò nel 1918 con una tesi intitolata La concezione idealistica della storia, in cui esprimeva la propria entusiasta adesione alla dottrina gentiliana dell'attualismo.
Dopo aver aderito all'appello Per un Fascio di Educazione Nazionale, sottoscritto tra gli altri da Ernesto Codignola, Giuseppe Lombardo Radice e Augusto Monti, in vista di un rinnovamento della scuola italiana, Casotti indirizzò il proprio percorso professionale in direzione della pedagogia, orientata alle teorie idealiste di Gentile, da lui riprese e rielaborate anche nelle prime esperienze di insegnamento alla Scuola Normale di Pisa e all'Istituto Superiore di Magistero dell'Università di Torino.
Del Codignola fu anche collaboratore nella redazione delle riviste Levana e La nuova scuola Italiana a partire dal 1921.
Nel 1924 tuttavia, motivazioni personali, unite all'esigenza di approccio più realista all'educazione, portarono il Casotti ad allontanarsi in maniera piuttosto repentina dalle posizioni idealistiche precedenti e ad aderire al neotomismo cattolico.
In quello stesso anno padre Agostino Gemelli lo chiamò all'Università del Sacro Cuore di Milano alla cattedra di pedagogia.
Qui Casotti insegnerà fino al 1964, sviluppando una forma di pedagogia cattolica ispirata a Raffaello Lambruschini, Antonio Rosmini, e san Giovanni Bosco, basata sulla perennis philosophia dell'aristotelismo tomista tramandata dalla Chiesa.
Egli avversò da un lato l'attivismo e il naturalismo pedagogico, recuperando l'importanza della «lezione» e della «disciplina», in una prospettiva di insegnamento rivolta all'«imitazione di Cristo».
Dall'altro reinterpretò il rapporto maestro-allievo nell'ottica di Tommaso d'Aquino, contestando la pretesa dell'attualismo gentiliano di risolverne il dualismo in unità, concependolo piuttosto come condivisione di uno stesso cammino di crescita, incentrato sulla Rivelazione, nel quale l'educazione è vista come un'arte, che consente il passaggio dalla potenza all'atto.
Nel 1933 Casotti fondò la rivista Supplemento pedagogico alla Scuola italiana moderna, rinominata nel 1952 in Pedagogia e vita. 
Nel 1948 pubblicò in due volumi una sintesi del suo pensiero educativo, che vede la pedagogia contraddistinta, «come scienza e come arte», sia da un aspetto etico-religioso, finalizzato a un ideale, sia da uno scientifico basato sulla «sperimentazione» del metodo più opportuno da seguire e adattare alle difficoltà del contesto didattico.

## Percorso filosofico e pedagogico
Lungo tutto il suo percorso Mario Casotti ha sostenuto come l'educazione sia un processo finalizzato alla conoscenza del Vero e alla pratica del Bene.
Nella fase dello spiritualismo dinamico (o anche idealismo assoluto) di stampo gentiliano, egli condanna l'interpretazione empirica della pedagogia, ritenuta alla stregua di un'offesa verso la spiritualità umana, aspetto principe della persona ma ignorato dall'approccio empirico, secondo la sua interpretazione.
Dopo la conversione si sposta verso la pedagogia cattolica ispirata al neotomismo, mentre nel suo ultimo periodo sviluppa una concezione dell'educazione come arte e come scienza (in apparente contrasto da quanto dichiarato nelle sue prime opere), oltre ad una forte critica al personalismo. 
Di conseguenza, Casotti auspica un ritorno all'umanesimo popolare cristiano, opponendosi all'avanzare di una pedagogia sempre più secolarizzata, arrivando addirittura a definire deviazioni e aberrazioni l'attivismo naturalistico di John Dewey.

## Opere
- Saggio di una concezione idealistica della storia, Firenze, Vallecchi, 1920
- Introduzione alla pedagogia, Firenze, Vallecchi, 1921
- La nuova pedagogia e i compiti dell'educazione, Firenze, Vallecchi, 1923
- Lettere su la religione, Milano, Vita e Pensiero, 1925
- La pedagogia di Raffaello Lambruschini, Milano, Vita e Pensiero, 1929
- Il "moralismo" di G. G. Rousseau. Studio sulle idee pedagogiche e morali di G. G. Rousseau, Milano, Vita e Pensiero, 1929
- Maestro e scolaro. Saggio di filosofia dell'educazione, Milano, Vita e Pensiero, 1930
- La pedagogia di S. Tommaso d'Aquino. Saggi di pedagogia generale, Brescia, La Scuola, 1931
- Educazione cattolica, Brescia, La Scuola, 1932
- Scuola attiva, Brescia, La Scuola, 1937
- La pedagogia di Antonio Rosmini e le sue basi filosofiche, Milano, Vita e Pensiero, 1937
- Didattica, Brescia,  La Scuola, 1938
- Pedagogia generale, 2 voll., Brescia, La Scuola, 1948
- Esiste la pedagogia?, Brescia, La Scuola, 1953
- La pedagogia del Vangelo, Brescia, La Scuola, 1953
- Educare la volontà, Brescia, La Scuola, 1957
- Il metodo educativo di Don Bosco, Brescia, La Scuola, 1960
- L'arte e l'educazione all'arte, Brescia, La Scuola, 1961
- Memorie e testimonianze Brescia, La Scuola, 1976